# Astragalus ferruminatus
Astragalus ferruminatus es una especie de planta del género Astragalus, de la familia de las leguminosas, orden Fabales.

## Distribución
Astragalus ferruminatus se distribuye por Irán.

## Taxonomía
Fue descrita científicamente por A. A. Maassoumi. Fue publicada en Iran. J. Bot. 6: 206 (1994).